# Yan Kuzenok
Yan Kuzenok (en ruso: Ян Иванович Кузенок; Novi Urengói, 11 de junio de 1993) es un futbolista ruso, jugador de fútbol sala. Juega en el Dina Moscú, y en la Selección Rusa. 

## Biografía
Kuzenok fue un alumno del club deportivo “Kontakt” de Novi Urengói. Después estudió en la facultad de cultura física del Instituto social-deportivo de Podólsk. En 2010 jugó en el equipo juvenil del club de fútbol sala Dinamo Moscú. A partir de septiembre de 2010 es un jugador del Dina Moscú.

## Clubes
| Club       | País  | Año       |
| ---------- | ----- | --------- |
| Dina-doble | Rusia | 2010-2014 |
| Dina Moscú | Rusia | 2010-     |

## Palmarés
•	Medallas de bronce en el torneo "Otoño de Petersburgo", en la selección rusa juvenil: 2012/13
•	Plata en el torneo amistoso de "Cuatro naciones" (China)
•	Ganador del Campeonato mundial estudiantil: 2014
•	Campeón de Rusia de fútbol sala: 2013/14